# Баканова, Камила Джанбулбаевна
Ками́ла Джанбулба́евна Бака́нова (; род. 1 сентября 1995) — казахстанская кёрлингистка.
В составе женской сборной Казахстана участница Тихоокеанско-азиатского чемпионата 2016, зимней Универсиады 2017 и зимних Азиатских игр 2017.
Играет на позиции второго.

## Команды
| Сезон   | Четвёртый      | Третий           | Второй          | Первый           | Запасной                            | Турниры            |
| ------- | -------------- | ---------------- | --------------- | ---------------- | ----------------------------------- | ------------------ |
| 2016—17 | Рамина Юничева | Анастасия Сургай | Камила Баканова | Диана Торкина    | Ситора Аллиярова тренер: Виктор Ким | ТАЧ 2016 (7 место) |
| 2016—17 | Рамина Юничева | Анастасия Сургай | Камила Баканова | Ситора Аллиярова | Зарина Кахарова тренер: Ольга Тен   | ЗУ 2017 (10 место) |
| 2016—17 | Рамина Юничева | Анастасия Сургай | Камила Баканова | Диана Торкина    | Ситора Аллиярова тренер: Дэниел Ким | ЗАИ 2017 (4 место) |

(скипы выделены полужирным шрифтом)